# Pathanamthitta (district)

Localisation du district de Pathanamthitta dans le Kérala

Pathanamthitta est un des quatorze districts de l'état du Kérala en Inde du Sud. Il a été formé le 1er novembre 1982.

## Géographie
Son chef-lieu est la ville de Pathanamthitta.
Au recensement de 2001 sa population était de 1 234 016 habitants pour une superficie de 2 637 km2.
C'est un district à prédominance agricole. Les productions principales y sont la noix de coco, le caoutchouc, le riz, le poivre et le thé. Le paysage de collines et l'humidité élevée en font une région adaptée aux plantations d'hévéas et de théiers.
Trois importantes fleuves, l'Achankovil, le Manimala and le Pamba traversent le district. Les centrales hydroélectriques situées dans le district produisent un tiers de l'électricité utilisée dans l'État.

## Liste des Tehsil
Il est divisé en cinq Tehsil :
- Thiruvalla
- Mallappally
- Ranni
- Kozhenchery
- Adoor